# Kloster Hopels

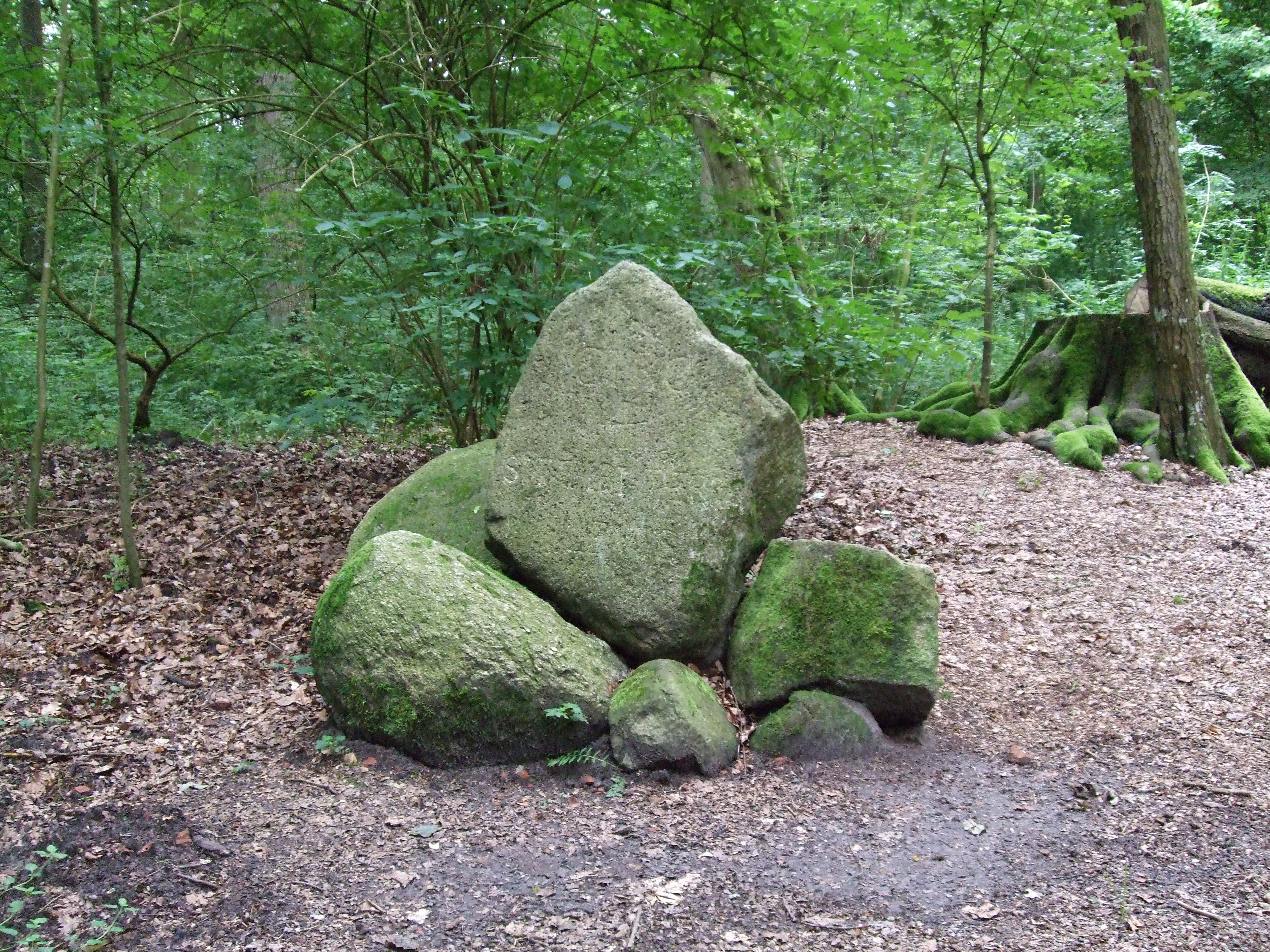
Gedenkstein

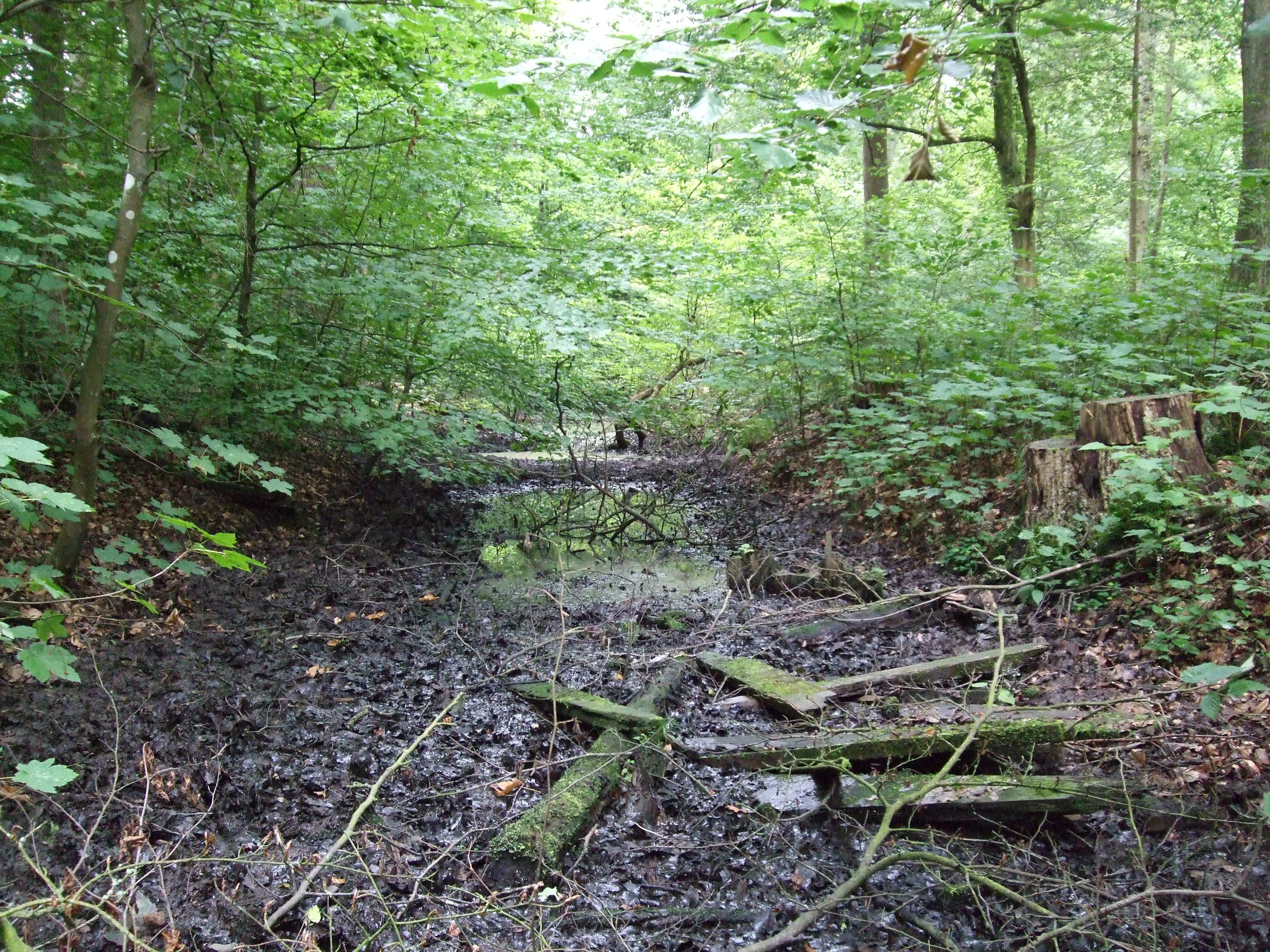
Klostergraben

Das Kloster Hopels war ein der Maria geweihtes Kloster der Prämonstratenser. Es lag etwa fünf Kilometer südwestlich der Ortschaft Friedeburg in Ostfriesland.

## Geschichte
Archiv und Bibliothek des Klosters sind verschwunden. Große Teile seiner Geschichte daher unbekannt. Dokkumer Prämonstratenser gründeten das Kloster vermutlich zwischen 1235 und 1290. Seine erste urkundliche Erwähnung stammt aus dem Jahr 1290. Zu dieser Zeit soll es laut dem Visitationskatalog des Ordens mit 90 Insassen besetzt gewesen sein. Danach gibt es bis auf eine Erwähnung aus dem Jahre 1310 für lange Zeit keine urkundlichen Informationen aus dem Kloster. Aus dem Stader Kopiar von 1420 geht hervor, dass die St. Nikolai-Kirche von Wangerooge von Hopels inkorporiert war. Weitere Besitztümer besaß das Kloster wohl am Etzeler Grashaus, zwischen Leerhafe und Möns sowie teilweise am Horster Grashaus. Vermutlich geht die Anlage des Hopelser Waldes auf Initiative des Klosters zurück.
Im Jahre 1450 trennte sich das Generalkapitel der Prämonstratenser vom angeblich stark heruntergekommenen Frauenkloster und übergab es den Augustiner-Chorherren des Klosters Marienkamp in Esens. Damit verlor Hopels seine Selbstständigkeit. Nach der Reformation löste Graf Enno II. das Kloster Marienkamp im Jahre 1528 auf. Möglicherweise hatte Marienkamp Hopels aber bereits zuvor aufgegeben. Ein Insasse wird in Hopels letztmals 1504 (möglicherweise verschrieben für 1514) mit Johann van Covert, des priesters tho Hopels genannt. Sämtliche Ländereien wandelte die gräfliche Verwaltung in Domänen um. Die Steine der Kirche sollen beim Ausbau der Kirche in Remels einer neuen Verwendung zugeführt worden sein. Dorthin wurden möglicherweise auch die Glocken verbracht, die aber beim Einsturz des Kirchturms 1507 verloren gingen.
Das ehemalige Klostergelände befindet sich heute im Staatsforst Hopels westlich des Friedeburger Tiefs. Die Klosteranlage ist von einem gut erhaltenen, etwa 4 m breiten Graben und einem außen vorgelagerten Wall von 4 m Breite und 0,7 m Höhe umgeben. Auf dem Gelände befindet sich ein etwa 1,5 m hoher Erdhügel von unregelmäßiger Form, auf dem mehrere größere Granitfindlinge aufgestellt wurden. Dabei handelt es sich um einen Gedenkstein für Cirk von Friedeburg, dem sogenannten Cirk Steen, der dort um 1900 auf dem vermuteten Klosterfriedhof aufgestellt wurde. Die Aufschrift lautet: ”CIRC + SIT TIBI TERRA LEVIS” (Cirk + möge dir die Erde leicht sein). 
Im Jahre 1980 wurde auf dem Gelände eine Lehrgrabung durchgeführt.